# Kanton Meymac
Meymac is een voormalig kanton van het Franse departement Corrèze. Het kanton maakte deel uit van het arrondissement Ussel. Het werd opgeheven bij decreet van 24 februari 2014, met uitwerking op 22 maart 2015. Alle gemeenten werden opgenomen in het nieuwe kanton Plateau de Millevaches.

## Gemeenten
Het kanton Meymac omvatte de volgende gemeenten:
- Alleyrat
- Ambrugeat
- Combressol
- Darnets
- Davignac
- Maussac
- Meymac (hoofdplaats)
- Péret-Bel-Air
- Saint-Sulpice-les-Bois
- Soudeilles